# Distrito de Franches-Montagnes
Franches-Montagnes é um distrito da Suíça, localizado no cantão de Jura. Tem 200,18 km² de área e sua população em 2019 foi estimada em 10.447 habitantes. Sua sede é a comuna de Saignelégier.

## Comunas
O distrito de Franches-Montagnes está dividido em 13 comunas:
| Brasão | Comuna                | População (31 de dezembro de 2019) | Área km² |
| ------ | --------------------- | ---------------------------------- | -------- |
|        | La Chaux-des-Breuleux | 99                                 | 4.05     |
|        | Lajoux                | 672                                | 12.38    |
|        | Le Bémont             | 322                                | 11.67    |
|        | Le Noirmont           | 1.883                              | 20.39    |
|        | Les Bois              | 1.232                              | 24.74    |
|        | Les Breuleux          | 1.533                              | 10.81    |
|        | Les Enfers            | 149                                | 7.14     |
|        | Les Genevez           | 504                                | 13.61    |
|        | Montfaucon            | 583                                | 18.24    |
|        | Muriaux               | 494                                | 16.89    |
|        | Saignelégier          | 2.632                              | 31.64    |
|        | Saint-Brais           | 221                                | 15.15    |
|        | Soubey                | 123                                | 13.47    |
|        | Total                 | 10.447                             | 200.18   |